# Persistent Uniform Resource Locator
Persistent Uniform Resource Locator (PURL / Persistent URL / Persistentní URL / Trvalé URL) je trvalý identifikátor a zároveň lokátor vyvinutý OCLC. Oproti běžnému URL nesměřuje přímo na konkrétní webovou stránku identifikovanou URL, ale nejprve na směrovací službu, která ke každému PURL shromažďuje a aktualizuje seznam souvisejících URL a popřípadě i metadat vztahujících se k cílovému informačnímu zdroji.
Směrovací služba tak namísto konkrétní webové stránky s požadovaným informačním obsahem uživateli nejprve nabídne stránku obsahující seznam URL vztahujících se k jednomu PURL (a popřípadě i přehled metadat požadovaného informačního zdroje) a uživatel si může zvolit, na které z nabídnutých URL chce být přesměrován. Zatímco URL cílových informačních zdrojů jsou různá, identifikátor PURL je ve všech případech shodný. Identifikátor PURL tak, stejně jako jiné trvalé identifikátory, spolu se směrovací službou přispívá ke zpřístupňování a sjednocování přístupu k obsahově (a popřípadě i formálně) totožným informačním zdrojům, které jsou na internetu a webu jinak rozptýleny a zpřístupňovány pod různými URL.